# Улица Карла Либкнехта (Екатеринбург)
Улица Ка́рла Ли́бкнехта (бывшая Наго́рная, Вознесе́нская, Больша́я Вознесе́нская, Вознесе́нский проспект) — улица в жилом районе «Центральный» Кировского, Ленинского и Октябрьского административных районов Екатеринбурга. Названа в честь германского революционера Карла Либкнехта.

## Расположение и благоустройство
Улица Карла Либкнехта расположена между улицами Малышева и Шевченко, протяжённость с юга на север — 1092 м. Является важной транспортной магистралью, связывая центр города с железнодорожным вокзалом.

## История и архитектура
Улица пересекает верхнюю часть западного склона исторической Вознесенской горки Екатеринбурга.
Исторически улица сложилась как деловая. На ней размещались 2-я полицейская и пожарная части, центральная библиотека, 1-я женская гимназия, городской театр, Общественное собрание (учебная сцена театрального института), художественно-промышленная школа, два фотоателье: В. Л. Метенкова и Терехова; гранильные мастерские Липина и Хомутова; фабрика макарон и фабрика обоев Круковского, ветеринарная лечебница. Располагались дома деловых людей: Д. П. Соломирского, Н. Н. Ипатьева, сюда выходил боковой фасад усадьбы Расторгуевых — Харитоновых.
По состоянию на 2010 год, на улице находились два корпуса Уральского государственного педагогического университета, управление пожарной охраны, Институт машиноведения УрО РАН, Музей истории Екатеринбурга, Уральская государственная архитектурно-художественная академия, Свердловская государственная филармония, Екатеринбургский муниципальный театр юного зрителя.
Угол улиц Карла Либкнехта и Клары Цеткин занимал дом инженера Н. Н. Ипатьева, в котором расстреляны последний российский император Николай II и его семья. В конце XX — начале XXI века здесь построены часовня во имя Елисаветы Феодоровны и Храм на Крови.

## Транспорт
По улице Карла Либкнехта на всём её протяжении проходит троллейбусная линия, по которой следует большинство троллейбусных маршрутов города: 1, 3, 5, 9, 11. Кроме того, по улице Карла Либкнехта проходят и некоторые городские муниципальные автобусные маршруты:
- 65 — на всём протяжении улицы в оба направления;
- 13 — от ул. Шевченко до проспекта Ленина в оба направления; от проспекта Ленина до ул. Малышева только в южном направлении;
- 57 и 59 — от ул. Шевченко до проспекта Ленина в оба направления.

## Галерея

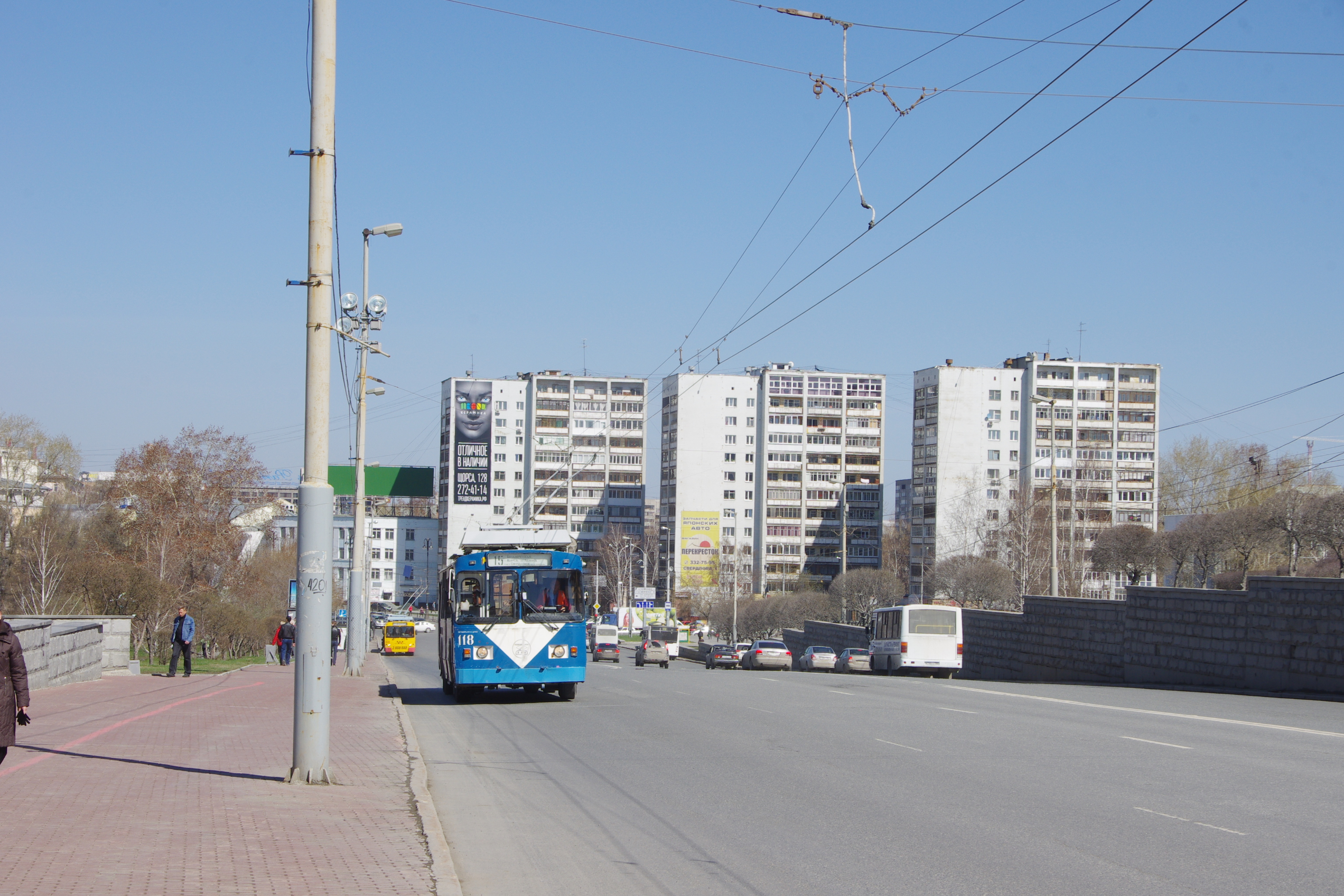
Вид на север с Вознесенской горки
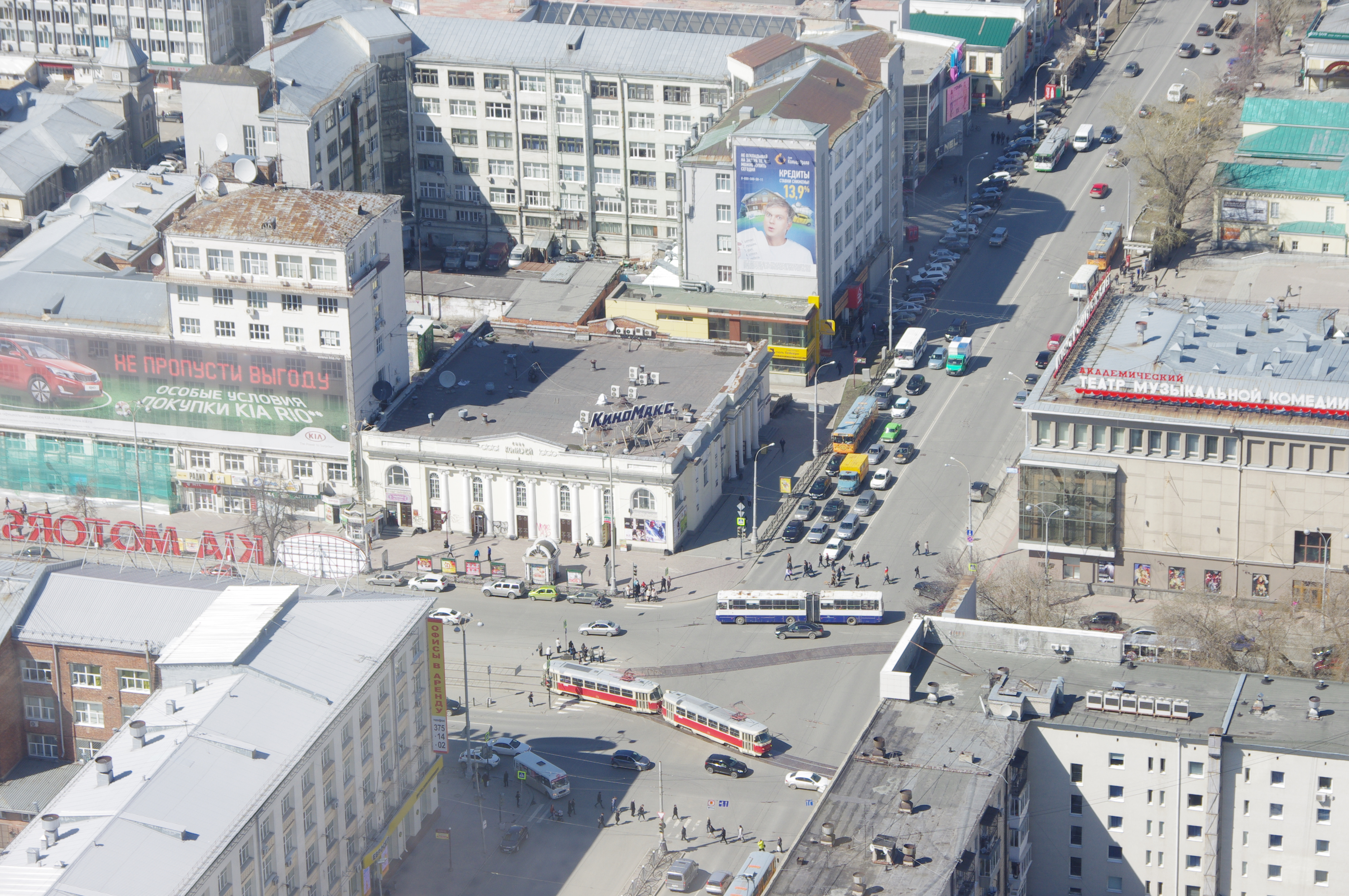
Перекрёсток с проспектом Ленина
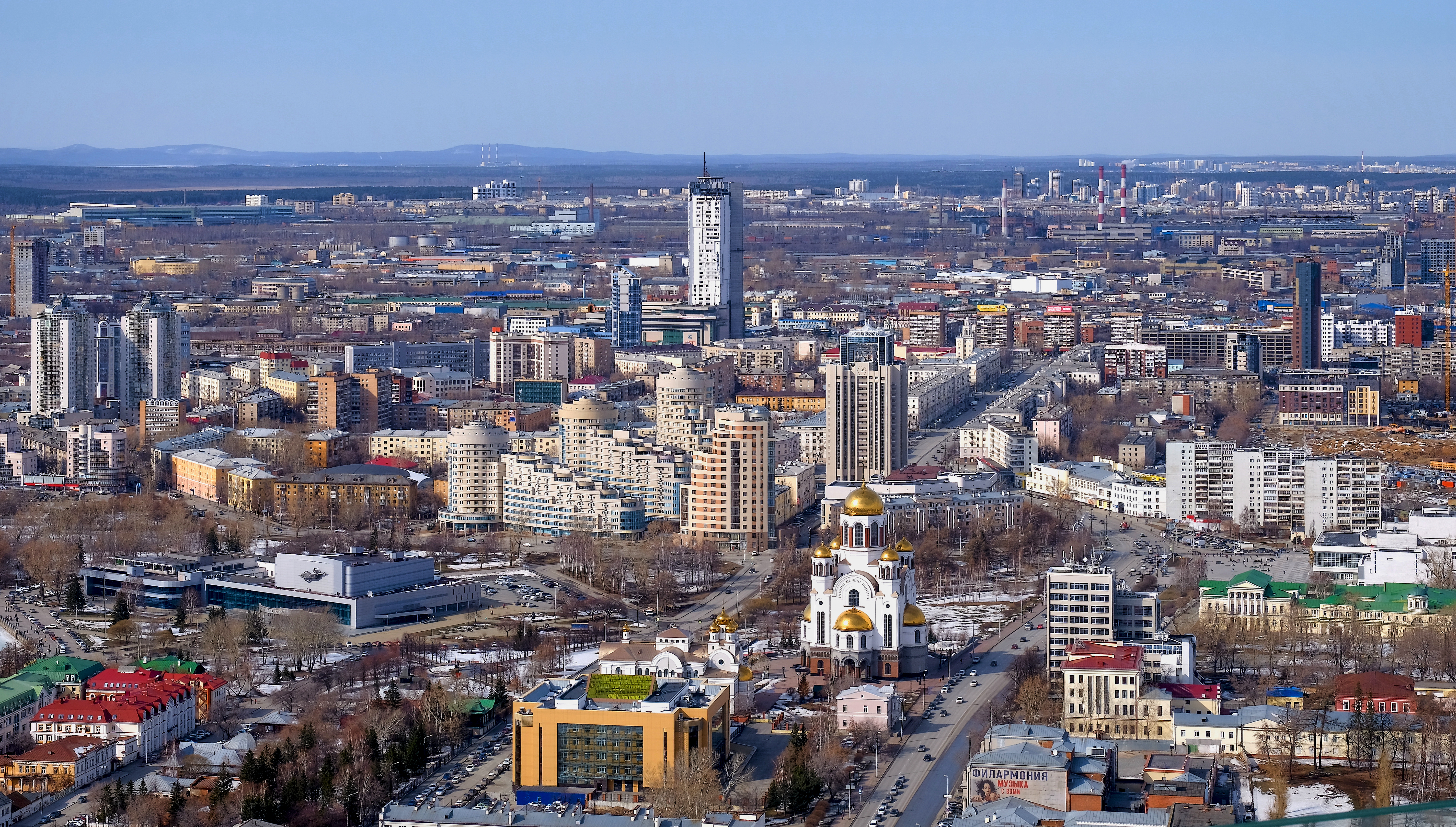
Вид со смотровой площадки Высоцкого, улица в центре снимка
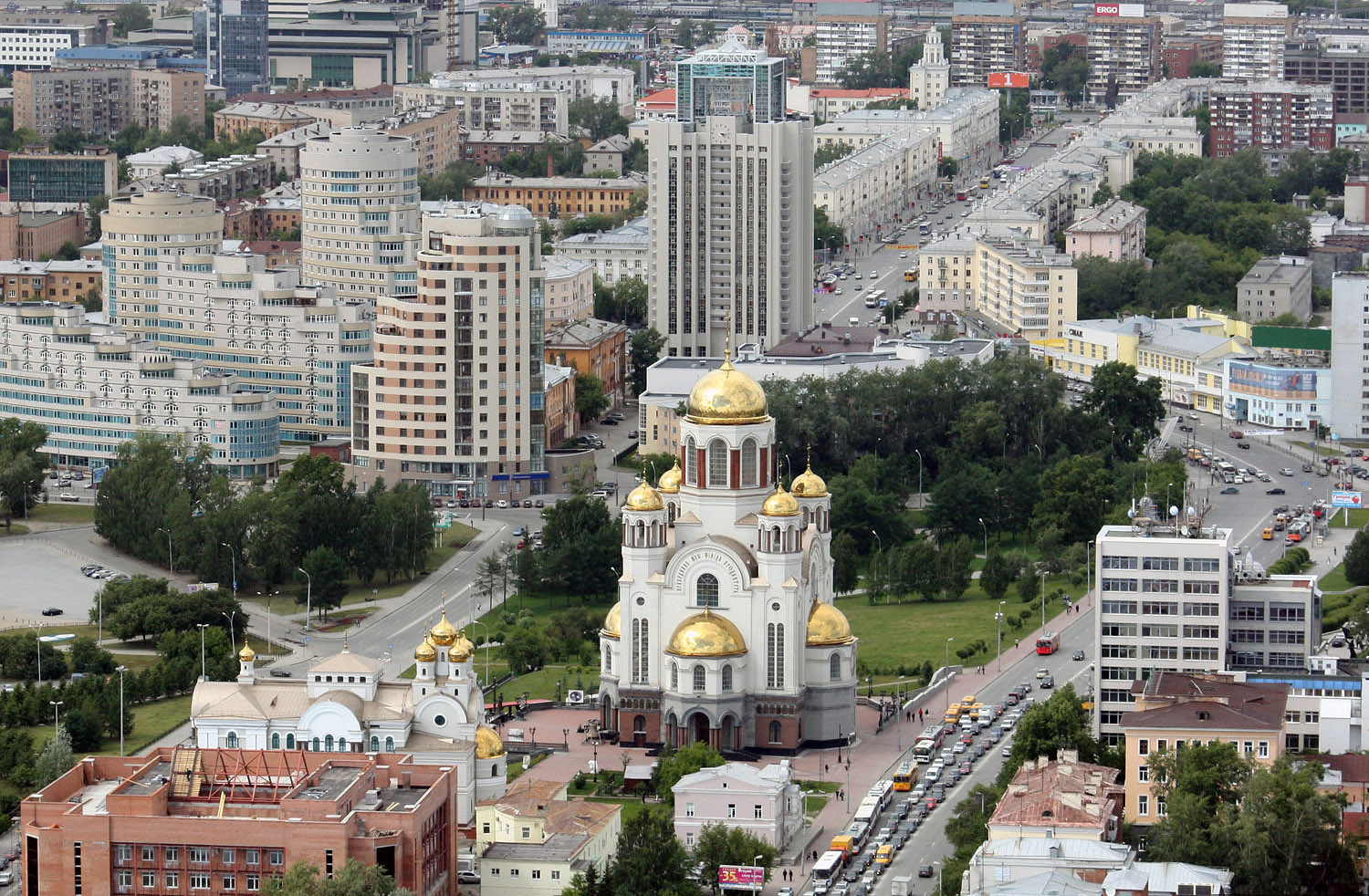
В районе Храма на Крови
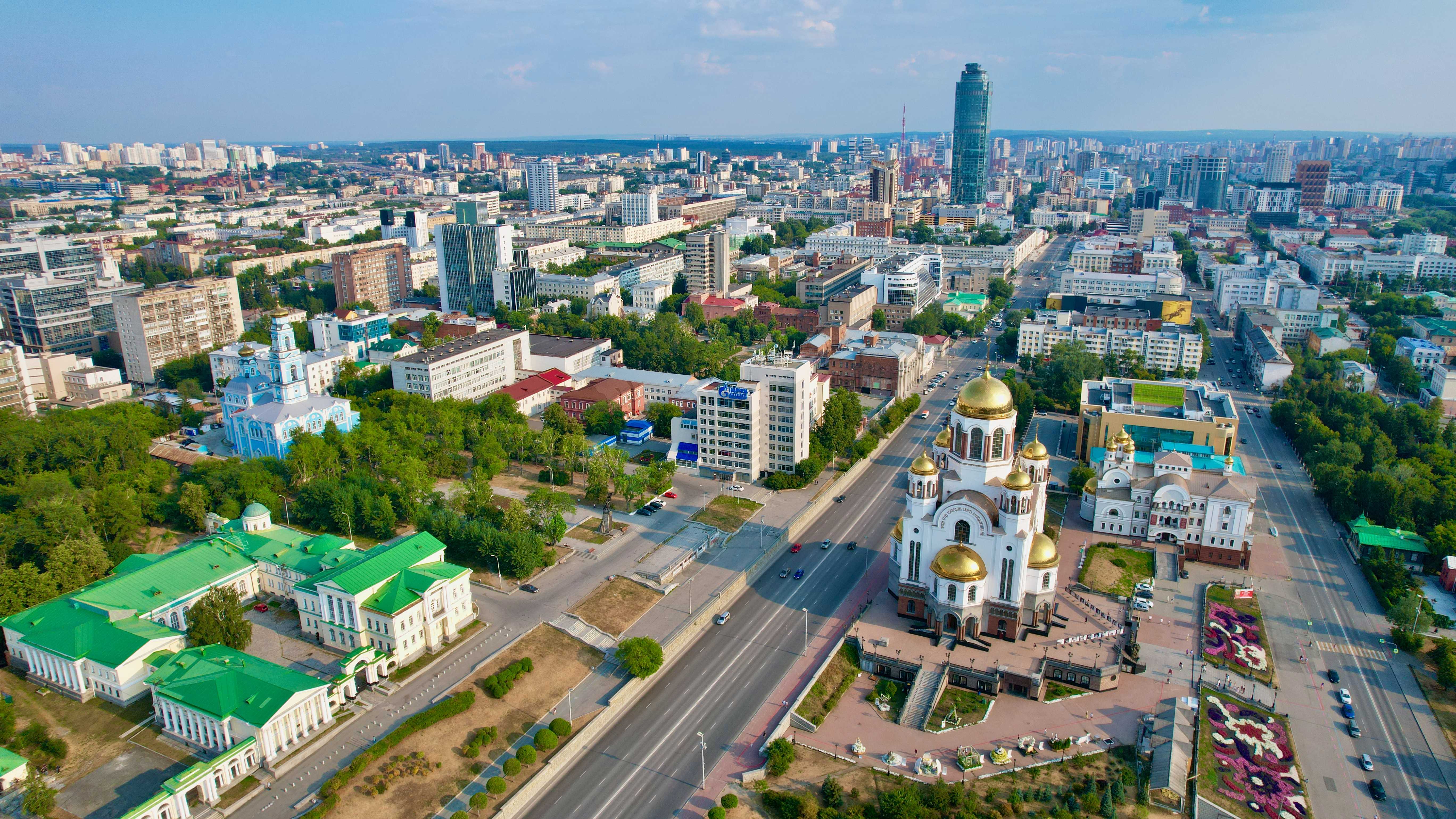
Вид с высоты на юг
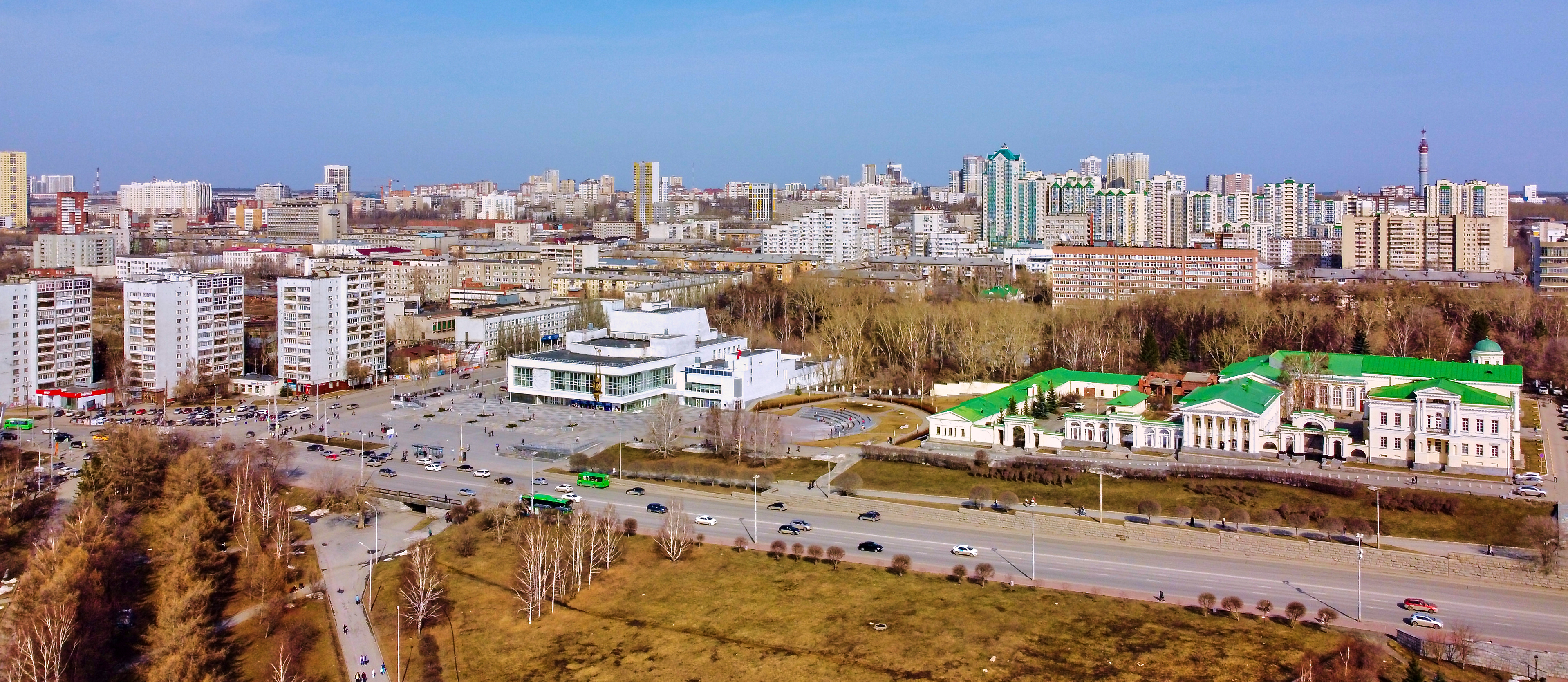
Справа на переднем плане — усадьба Расторгуевых — Харитоновых, левее — ТЮЗ